# 9316 Rhamnus
9316 Rhamnus eller 1988 PX2 är en asteroid i huvudbältet som upptäcktes den 12 augusti 1988 av den belgiske astronomen Eric W. Elst vid Haute-Provence-observatoriet. Den är uppkallad efter växten Brakvedsväxter.
Den tillhör asteroidgruppen Eos.